# Zigaurre
Zigaurre est un village situé dans la commune de Baztan dans la Communauté forale de Navarre, en Espagne. Le village est considéré comme un quartier de Ziga.
Zigaurre est situé dans la zone linguistique bascophone de Navarre.